# 군산 복합체
군산복합체(軍産複合體, 영어: military–industrial complex, MIC)는 미국의 드와이트 D. 아이젠하워 대통령이 처음으로 언급한 후에 널리 사용되는 용어이다.
미국의 군수 산업 단지(MIC)는 국가의 군대와 군대를 공급하는 군대와 비공식적인 동맹 관계로, 공공 정책에 영향을 미치는 기득권으로 간주된다. 미국 정부와 군수 산업간의 이러한 관계의 원동력은 양측이 전쟁 무기 획득에서 이익을 얻고 다른 한편은 무기 공급을 통해 이익을 얻는 것이다. 이 용어는 가장 널리 보급된 미국 군대의 시스템과 관련하여 가장 자주 사용되고 있다. 시발점은 1961년 1월 17일 아이젠하워 대통령의 퇴임사에서 사용된 후 알려지게 되었다. 2011년 미국은 국방순위로 13개국을 합친 것보다 군대의 국방비로 더 많은 돈을 썼다.

## 개요
미국의 맥락에서, 때때로 주어지는 명칭은 미 의회에 철 삼각형이라고 불리는 삼면 관계를 형성하면서 군수 산업 단지 (MICC)로 확장된다. 이러한 관계에는 정치 기부금, 군사 지출에 대한 정치적 승인, 관료제를 지원하기 위한 로비 활동, 산업 감독 등이 포함된다. 민간 군사 계약자, 국방부, 의회 및 행정부의 공기업 및 기관은 물론 계약자의 전체 네트워크 및 개인과 돈과 자원의 흐름을 포함하는 것이 더 광범위하게 포함된다.

## 역사
1936년에 출판 된 파시즘과 빅 비지니스에서 군수산업에 대한 파시스트 정부의 지원에 대해 Daniel Guérin이 유사한 논문을 발표했다. 이것은 "고도의 무기 개발, 식민지 시장 보존 및 내무에 대한 군 전략적 개념에 대한 지속적인 심리, 도덕적, 물질적 이해 관계가 있는 비공식적이고 변화하는 단체 연합으로 정의 될 수 있다. "트렌드의 전시는 프란츠 레오폴드 노이만 (Franz Leopold Neumann)의 저서 「베히모스 : 1942년 국가주의의 구조와 실천」에서 파시스트가 민주 국가에서 권력의 자리에 어떻게 왔는지에 대한 연구에서 만들어졌다.
이러한 유형의 군산복합체 단지는 제 1차 세계 대전 당시 1917년에 규율 명칭 'Enemy Act of Enemy Act'에 의해서 지정된 것이다.

## 냉전 체제 이후
미 국방 장관은 냉전이 끝날 무렵 정부 무기 지출이 줄었다고 비판했다. 그들은 우크라이나-러시아 전쟁 같은 긴장이 무기 판매 증가를 위한 새로운 기회로 확대되는 것을 보았고, 직접적으로나 군수 산업 협회와 같은 로비 단체를 통해 정치 체제를 군사 하드웨어에 더 많이 투자하도록 추진했다. 렉싱턴 (Lexington) 연구소와 아틀란틱 협의회 (Atlantic Council)와 같은 펜타곤의 계약자 자금 지원을 받는 미국의 싱크 탱크는 인식 된 러시아의 위협에 비추어 지출 증가를 요구했다. 국제 정책 센터의 무기 및 보안 프로젝트 책임자 인 윌리엄 하튼 (William Hartung)과 같은 독립적 인 서양 관측자들은 "러시아의 세이버 러틀 링 (saber-rattling)은 국방 예산 지출에 대한 논의의 표준 부분이 되었기 때문에 무기 제조사에게 추가적인 이익을 준다. 미 국방성은 이미 미국에 대한 실질적인 위협에 대응할 수 있는 충분한 돈을 이미 갖고 있다. " 라고 기술하였다.

## 같이 보기
- 군국주의
- 군사비
- 국가안전보장
- 민간군사기업
- 로소보로넥스포르트
- 전쟁모리배